# Stanisław Podolecki
Stanisław Podolecki herbu Wąż (zm. przed 31 stycznia 1597 roku) – stolnik lwowski w latach 1580-1596.
Poseł na sejm 1582 roku z ziemi lwowskiej. Członek konfederacji rzeszowskiej 1587 roku.